# طاشان
جيجان هم مواطنون عراقيون من ذوي الأصول الشركسية. يقدر عدد الشركس في العراق ب 30 ألف نسمة
و يقدر عدد الناطقين بلغة الأديغة في العراق ب19 ألف نسمة حسب تقديرات عام 1993م  يتواجد الجيجان في العراق في العاصمة بغداد إضافة إلى مدن أخرى مثل الموصل والسليمانية وأربيل وكركوك وقرية الشيشان(الحميدية) في قضاء المقدادية في محافظة ديالى وسط العراق حيث يعرفون باسم الجيجان محلياً أو طاشان نسبة إلى الشيشان القفقازي. يستخدم قسم من شيشان العراق لقب ججاني ،وقسماً آخر يستخدم لقب داغستاني والسبب في ذلك أن الجيل الأول الذي وصل العراق كانوا يشيرون إلى الوطن بعبارة ديغست، لذا استخدموا لقب داغستان من هذا المنطلق، ولكن الغالب على الجميع هو تسمية الججان سواء كانوا غلغاي أو تقي أو ارشتيغوي. معظم الجيجان في العراق هاجروا من القفقاس إلى العراق أبان الحروب بين الأمبراطوريتين العثمانية والروسية، وخصوصاً عقب عمليات التهجير القسرية التي تعرضت لها شعوب بلاد شمال القفقاس وبضمنها الهجرة الكبرى التي امتدت للمدة من 1859 م ولغاية 1864 م إلى تركيا ومن ثم إلى البلاد الواسعة التي كانت تحت سيطرة العثمانيين، كانت حصة العراق كبيرة من اعداد الاسر الشيشانية والداغستانية والشركسية التي استوطنت بصورة رئيسية في مدن وريف كركوك وديالى وبغداد والموصل والأنبار(الفلوجة) إلى جانب العوائل التي قدمت طوعاً من شمال وجنوب داغستان إلى العراق عبر أذربيجان وإيران قبل التهجير القسري وبعده بفترات غير قصيرة واستقرت في دهوك وأربيل والسليمانية... وكانت الغالبية العظمى من المهاجرين القادمين قسرا إلى العراق تتكون من عوائل القادة العسكريين أو المقاتلين الذين إنضموا إلى الجيش العثماني بدواعي دينية ومن ثم فضّلوا البقاء في العراق ولم يغادروه حتى بعد سقوط الدولة العثمانية.
كانت مراحل هجرت الشيشان بعد دخول أراضي الدولة العثمانية هي مدينة سيواس التركية، ولقد بقوا فيها بحدود عشر سنوات، وخلال وجودهم في سيواس ولد هناك الرعيل الأول من المهاجرين. ومن سيواس ارتحلوا إلى رأس العين في سوريا وبقوا فيها فترة أخرى أيضا ثم جرى توزيعهم على أراضي الدولة العثمانية فدخلوا العراق عن طريق فيشخابور، وحصلت بينهم وبين العشائر العربية هناك عدة معارك أهما مع عشائر شمر وانتصروا عليهم مما اكسبهم سمعة جيدة بين العشائر.
ومن منطقة فيشخابور دخلوا العراق مارين بالموصل ثم نزولا إلى الوسط، وعند دخولهم العراق توزعوا على عدة أماكن، فسكن قسم منهم أول الأمر في منطقة اللكلك الواقعة على الضفة اليسرى لنهر دجلة مقابل مدينة تكريت، ثم انتقلوافيما بعد إلى قرية تشارشلو التابعة إلى ناحية العباسي ضمن قضاء الحويجة محافظة كركوك، وقسما منهم سكنوا بغداد، وكانت هناك زقاق في بغداد يسمى دربونة الججان (بالقرب من منطقة الميدان امام جامع الازبك)، كما سكن قسما آخر في منطقة الصقلاوية في محافظة الأنبار، وأنتشروا فيما بعد في كافة مناطق وسط وشمال العراق.